# Zalavég
Zalavég község Zala vármegyében, a Zalaszentgróti járásban.

## Fekvése
Zalavég a Kemeneshát déli lejtőin, a Zala folyó kanyarulatától kissé északra helyezkedik el. Főutcája a Batyk és Szemenye (a 7328-as út és a 8-as főút) között húzódó 7359-es út. Zalabér-Batyk vasútállomásról és Zalaszentgrótról rendszeresen, Sárvárról napi háromszor jár autóbusz a településre.
Érdekesség, hogy a települést érintette volna az 1847-ben tervezett Sopron-Kőszeg-Szombathely-Rum-Zalaszentgrót-Nagykanizsa vasútvonal.

## Története
Véged formában 1247-ből való az első ismert említése. Birtokosa akkor a Ják nemzetségből való Zlaudus veszprémi püspök volt. Örökösei a Ják nemzetségből kerültek ki egészen a 14. századig. 1325-ben Károly Róbert Sitkey Kopasznak adományozta. 1346-ban vásártartási jogot kapott, ám az okirat arra enged következtetni, hogy a település már az Árpád-korban is rendelkezett ezzel a kiváltsággal, csak időközben elvesztette azt. 1418-ban a helyi egyház kérésére búcsúengedélyt kapott Véged. 1508-ban már a vámszedés joga is megillette, így lényegében mezővárossá fejlődött.
A törökök először 1532-ben dúlták fel, az ezt követő békés időszakban azonban tovább gyarapodott. Az 1570-es évektől viszont folyamatosan ostromolták a törökök, így a lakosság nagyrészt elmenekült és a szomszédos mocsaras területeken keresett menedéket; a földeket ezután már csak ritkán művelték. 1665-ben a Sitkey család kezéből az Esterházyakhoz került a település, amely 1670-ben teljesen lakatlanná vált.
Véged 1735-től kezdve települt újra, elsősorban környékbeli lakosokkal. Így a szomszédos Baltavár birtokosa, Festetics József és a sok végedi birtokos között folyamatos háborúskodás folyt. Mindazonáltal a település gyorsan fejlődött, 1754-ben a jáki templom mintájára készült román templom helyén egy újat építettek, ám egyházilag Zalabér alá rendelték. A 18. századra a helyi iskola is megszerveződött. A 19. században azonban lényegesebb fejlődés nem történt, mivel Véged több nagybirtokos kezében volt, akik nem akartak beruházni mások hasznára.
1809-ben Bonaparte Napóleon csapatai jártak a faluban. Egy 1834-es tűzvészben temploma leégett, de már 1836-ra újra is építették. 1907-ben vette fel Véged a Zalavég nevet, mivel a korábbi nevet a falu lakossága csúfolkodásra alkalmasnak találta. 1913-ban nyílt meg a Zalabér–Sárvár vasútvonal, amely nagyban elősegítette Zalavég fejlődését és iparosodását. Egy leágazó mellékvágány bekapcsolta a hálózatba a mikosdpusztai uradalmat is.
A második világháború során a település egyike volt azoknak, amelyet a németek legutoljára engedtek át a szovjeteknek. Még egy kisebb szükségrepülőtér is épült a sok háborús csapást szenvedett faluban. Végül 1945. március 28-án foglalta el a Vörös Hadsereg.
Az 1945-ös földosztás alkalmával nagy mennyiségű földet osztottak ki, illetve a mikosdpusztai majorságban lengyárat és állami gazdaságot hoztak létre. Az életszínvonal látványosan javult. 1949-ben posta, 1962-ben kultúrház épült. A villanyt azonban csak 1963-ban vezették be teljesen Zalavégre. Autóbusz 1968-tól jár a községbe. Az 1970-es évekre Zalavég behozta korábbi hátrányát, ám az ekkori iparfejlesztési terv a meglévő kis ipart is át kívánta csoportosítani Zalaszentgrótra. 1975-ben megszűnt a vasút, amely a település fejlődésének ütőere volt, és a rendszerváltáskor a lengyár is bezárt. Az 1990-es évektől a falu nagyban próbált új utakat keresni a fejlődésben elsősorban a turizmusban, ám az elzártsága mindezidáig komoly visszatartó erőnek mutatkozott.

## Közélete

### Polgármesterei
- 1990–1994: Kovács Sándor (független)[4]
- 1994–1998: Kovács Sándor (független)[5]
- 1998–2002: Kovács Sándor (független)[6]
- 2002–2006: Nagy Tamás (független)[7]
- 2006–2010: Pék József Csaba (független)[8]
- 2010–2014: Pék József Csaba (független)[9]
- 2014–2019: Marton András (független)[10]
- 2019–2024: Marton András (független)[11]
- 2024– : Marton András (független)[1]

## Népesség
A település népességének változása:
| Lakosok száma | 372  | 374  | 355  | 307  | 337  | 337  | 323  |
|               | 2013 | 2014 | 2015 | 2021 | 2022 | 2023 | 2024 |

A 2011-es népszámlálás idején a nemzetiségi megoszlás a következő volt: magyar 92,9%, cigány 6,55%. A lakosok 88,9%-a római katolikusnak, 2,97% reformátusnak, 1,9% felekezeten kívülinek vallotta magát (5,1% nem nyilatkozott).
2022-ben a lakosság 93,5%-a vallotta magát magyarnak, 1,5% cigánynak, 1,2% németnek, 0,3% bolgárnak, 0,3% ukránnak, 1,5% egyéb, nem hazai nemzetiségűnek (5,3% nem nyilatkozott; a kettős identitások miatt a végösszeg nagyobb lehet 100%-nál). Vallásuk szerint 64,1% volt római katolikus, 3,9% református, 0,3% evangélikus, 0,3% görög katolikus, 0,3% izraelita, 2,4% egyéb keresztény, 2,1% egyéb katolikus, 4,7% felekezeten kívüli (22% nem válaszolt).

## Nevezetességei
- Mikosd-kastély
- Szajki tavak

## Híres emberek
- Itt született 1926. november 4-én dr. Veczkó József pedagógus, pszichológus († 2023)

## Külső hivatkozások
- Zalavég az utazom.com honlapján